# Monte de Piedad de San Francisco
El Monte de Piedad de San Francisco fue el segundo Monte de Piedad fundado en España, precedido por el Monte de Piedad de Dueñas. Su artífice fue Agustín Daza, canónigo de la catedral de Segovia y secretario de Felipe IV de España, que el 24 de abril de 1636 lo constituyó en el monasterio de San Francisco de la villa de Cuéllar. Su fin fue el de prestar dinero a los vecinos de Cuéllar y su Tierra en casos de necesidad.
La escritura fundacional data del 24 de abril de 1636, y su capital inicial fue de 1000 ducados. En 1642 se volvió a otorgar la escritura, y fueron añadidos 6.000 maravedíes más al capital. La fundación radicó en la capilla familiar que él mismo había dotado en el monasterio, siguiendo el ejemplo de los duques de Alburquerque, que edificaron sobre la capilla mayor su panteón funerario. 
El préstamo quedó establecido con un interés del uno por ciento, y nombró como patronos por un lado al cabildo eclesiástico de Cuéllar, por otro a su heredero, como patrono de sangre, cargo que deberían heredar sus sucesores, y finalmente al padre guardián del monasterio, quien tendría las llaves del arca que custodiaba el dinero. Fijó los estipendios que deberían darse por los servicios de administración y mayordomía, y estipuló que sus sobrinos tenían derecho a diversos préstamos sin intereses.
El 16 de diciembre de 1876 la Junta Provincial de Beneficencia de Segovia (1840-1940), reconvirtió las reminiscencias de esta entidad en la Caja de Ahorros y Monte de Piedad de Segovia, publicando sus primeros estatutos, que serían aprobados por Real Orden, iniciando así su actividad el 25 de julio del año siguiente con el dinero de donativos y venta de acciones.